# Effetto massa
In medicina l'effetto della massa, o effetto massa, è il risultato della pressione di una massa in crescita sulle zone circostanti, evento che porta a effetti patologici secondari per via della pressione su, o del dislocamento di, tessuti circostanti.
In oncologia la massa a cui ci si riferisce è spesso un tumore.
Ad esempio il cancro della ghiandola tiroide può causare sintomi dovuti a compressione di certe strutture della testa e del collo: la pressione sul nervo laringeo potrebbe causare cambiamenti nella voce, un restringimento della trachea porta ad esempio a stridore, una pressione sull'esofago può causare disfagia, e così via. La rimozione chirurgica della massa viene a volte usata per alleviare i sintomi secondari anche in caso la patologia sottostante non sia curabile.

## In neurologia
In neurologia l'effetto massa è un effetto esercitato da una qualsiasi massa, includendo ad esempio un'emorragia cerebrale in evoluzione che presenta un ematoma significativo.  L'ematoma può esercitare un effetto massa sul cervello, aumentando la pressione intracranica e potenzialmente causando erniazione encefalica o spostamento della linea mediana. Nel passato questo effetto ha avuto maggiore importanza diagnostica, dato che precedentemente all'invenzione della moderna tomografia e l'uso di MRI o CT non era possibile avere immagini di molti tipi di lesioni intracraniche. Si usava dunque l'effetto massa dell'anormalità sulle strutture circostanti per inferire l'esistenza di anomalie primarie, ad esempio usando un'angiografia cerebrale per osservare lo spostamento vascolare secondario indotto dalla pressione di un ematoma subdurale sull'encefalo, o cercando una distorsione causata da un tumore su un'immagine pneumoencefalografica dei ventricoli laterali. Sfortunatamente queste tecniche erano spesso invasive e scomode per i pazienti, e offrivano solo una valutabilità parziale della condizione primaria. Oggi esistono strumenti (i già citati MRI e CT) che permettono ai medici di localizzare facilmente e visualizzare vari tipi di lesioni intracraniche senza aver necessità di affidarsi agli effetti indiretti della massa.